# Araneus agastus
Araneus agastus es una especie de araña del género Araneus, tribu Araneini, familia Araneidae. Fue descrita científicamente por Rainbow en 1916.
Se distribuye por Australia, en Gordonvale, Queensland.